# Salts als Jocs Olímpics d'estiu de 2020
Els Salts als Jocs Olímpics d'Estiu de 2020 es van disputar del 25 de juliol al 7 d'agost de 2021 al Tokyo Aquatics Centre a Tòquio (Japó). Inicialment previstes pel 2020, la competició es va haver d'endarrerir al 2021 per culpa de la pandèmia de COVID-19. Es van disputar les proves de trampolí de 3 metres, plataforma de 10 metres, individuals i sincronitzats per cada gènere, fent un total de 8 proves.

## Classificació
Un Comitè Olímpic podrà portar un màxim de 16 saltadors, 8 homes i 8 dones. A cada prova individual es podran classificar un màxim de dos saltadors per Comitè Olímpic i en els salts sincronitzats una parella per Comitè Olímpic.
Pels salts individuals:
- Es classificaran els finalistes del Campionat del Món de 2019
- Els cinc guanyadors de les proves continentals.
- Un màxim de 18 semifinalistes de la Copa del Món de Salts de 2020
- Altres participants a la Copa del Món de Salts 2020 fins a assolir la quota màxima

Pels salts sincronitzats:
- Es classificaran els medallistes del Campionat del Món de 2019
- El top-4 de cada prova de la Copa del Món de Salts de 2020
- La nació organitzadora (Japó)

Nota: Les places no són nominatives, és a dir, les places aconseguides són pel país no pels saltadors.

## Calendari
| H | Sèries | SF | Semifinals | F | Finals |

| Data                                         | 25 Jul | 25 Jul | 26 Jul | 26 Jul | 27 Jul | 27 Jul | 28 Jul | 28 Jul | 29 Jul | 29 Jul | 30 Jul | 30 Jul | 31 Jul | 31 Jul | 1 Ago | 1 Ago | 2 Ago | 2 Ago | 3 Ago | 3 Ago | 4 Ago | 4 Ago | 5 Ago | 5 Ago | 6 Ago | 6 Ago | 7 Ago | 7 Ago |
| Prova                                        | M      | A      | M      | A      | M      | A      | M      | A      | M      | A      | M      | A      | M      | A      | M     | A     | M     | A     | M     | A     | M     | A     | M     | A     | M     | A     | M     | A     |
| -------------------------------------------- | ------ | ------ | ------ | ------ | ------ | ------ | ------ | ------ | ------ | ------ | ------ | ------ | ------ | ------ | ----- | ----- | ----- | ----- | ----- | ----- | ----- | ----- | ----- | ----- | ----- | ----- | ----- | ----- |
| Trampolí de 3 metres masculí                 |        |        |        |        |        |        |        |        |        |        |        |        |        |        |       |       |       | H     | SF    | F     |       |       |       |       |       |       |       |       |
| Palanca de 10 metres masculina               |        |        |        |        |        |        |        |        |        |        |        |        |        |        |       |       |       |       |       |       |       |       |       |       |       | H     | SF    | F     |
| Trampolí de 3 metres sincronitzat masculí    |        |        |        |        |        |        |        | F      |        |        |        |        |        |        |       |       |       |       |       |       |       |       |       |       |       |       |       |       |
| Palanca de 10 metres sincronitzada masculina |        |        |        | F      |        |        |        |        |        |        |        |        |        |        |       |       |       |       |       |       |       |       |       |       |       |       |       |       |
| Trampolí de 3 metres femení                  |        |        |        |        |        |        |        |        |        |        |        | H      |        | SF     |       | F     |       |       |       |       |       |       |       |       |       |       |       |       |
| Palanca de 10 metres femenina                |        |        |        |        |        |        |        |        |        |        |        |        |        |        |       |       |       |       |       |       |       | H     | SF    | F     |       |       |       |       |
| Trampolí de 3 metres sincronitzat femení     |        | F      |        |        |        |        |        |        |        |        |        |        |        |        |       |       |       |       |       |       |       |       |       |       |       |       |       |       |
| Palanca de 10 metres sincronitzada femenina  |        |        |        |        |        | F      |        |        |        |        |        |        |        |        |       |       |       |       |       |       |       |       |       |       |       |       |       |       |

## Nacions participants
Aquest països van prendre part en aquesta edició dels Jocs.
- Alemanya (7)
- Austràlia (7)
- Brasil (4)
- Canadà (10)
- Colòmbia (3)
- Corea del Sud (5)
- República Dominicana (1)
- Egipte (3)
- Espanya (2)
- Estats Units (11)
- França (3)
- Irlanda (1)
- Itàlia (6)
- Jamaica (1)
- Japó (14)
- Malàisia (5)
- Mèxic (14)
- Nova Zelanda (1)
- Noruega (1)
- Països Baixos (2)
- Puerto Rico (1)
- Regne Unit (12)
- ROC (11)
- Singapur  (2)
- Sud-àfrica (2)
- Suècia (1)
- Suïssa (1)
- Ucraïna (6)
- Veneçuela (1)
- R.P. de la Xina (16)

## Resultats

### Homes
| Trampolí 3 m detalls               | Xie Siyi (CHN)                          | Wang Zongyuan (CHN)                           | Jack Laugher (GBR)                      |
| Palanca 10 m detalls               | Cao Yuan (CHN)                          | Yang Jian (CHN)                               | Tom Daley (GBR)                         |
| Trampolí 3 m sincronitzat detalls  | R.P. de la XinaXie Siyi · Wang Zongyuan | Estats UnitsAndrew Capobianco · Michael Hixon | AlemanyaPatrick Hausding · Lars Rüdiger |
| Palanca 10 m sincronitzada detalls | Regne UnitTom Daley · Matty Lee         | R.P. de la XinaCao Yuan · Chen Aisen          | ROCAleksandr Bondar Viktor Minibaev     |

### Dones
| Trampolí 3 m detalls               | Shi Tingmao (CHN)                         | Wang Han (CHN)                                    | Krysta Palmer (USA)                         |
| Palanca 10 m detalls               | Quan Hongchan (CHN)                       | Chen Yuxi (CHN)                                   | Melissa Wu (AUS)                            |
| Trampolí 3 m sincronitzat detalls  | R.P. de la Xina · Shi Tingmao · Wang Han  | Canadà · Jennifer Abel · Mélissa Citrini-Beaulieu | Alemanya · Lena Hentschel · Tina Punzel     |
| Palanca 10 m sincronitzada detalls | R.P. de la Xina · Chen Yuxi · Zhang Jiaqi | Estats Units · Delaney Schnell · Jessica Parratto | Mèxic · Gabriela Agúndez · Alejandra Orozco |

## Medaller
| Posició | País            | Or | Plata | Bronze | Total |
| 1       | R.P. de la Xina | 7  | 5     | 0      | 12    |
| 2       | Regne Unit      | 1  | 0     | 2      | 3     |
| 3       | Estats Units    | 0  | 2     | 1      | 3     |
| 4       | Canadà          | 0  | 1     | 0      | 1     |
| 5       | Alemanya        | 0  | 0     | 2      | 2     |
| 6       | Mèxic           | 0  | 0     | 1      | 1     |
| 6       | ROC             | 0  | 0     | 1      | 1     |
| Total   | Total           | 8  | 8     | 8      | 24    |